# Gordon Simpson
Pour les articles homonymes, voir Simpson.

a Compétitions nationales et continentales officielles uniquement.

b Matchs officiels uniquement.
Dernière mise à jour le 17/02/2017.
Gordon Leslie Simpson, né le 21 septembre 1971 à Takapuna (Nouvelle-Zélande), est un joueur de rugby à XV ayant joué avec l'équipe d'Écosse, au poste de troisième ligne centre.

## Carrière
Il a disputé son premier test match le 13 juin 1998 contre l'équipe d'Australie. Il a disputé son dernier test match le 24 novembre 2001 contre l'équipe de Nouvelle-Zélande.
Simpson a participé à la coupe du monde de 1999 (4 matchs joués).

## Palmarès
- 15 sélections
- Sélections par années : 2 en 1998, 6 en 1999, 3 en 2000, 4 en 2001
- Tournoi des Six Nations disputé:  2000